# Лепешко, Надежда Михайловна
Наде́жда Миха́йловна Лепе́шко (в девичестве Попок; 26 апреля 1989, Птичь) — белорусская гребчиха-байдарочница, выступает за сборную Белоруссии с 2010 года. Двукратный бронзовый призёр летних Олимпийских игр в байдарке-четвёрке, чемпионка мира и Европы, многократная победительница национальных первенств. На соревнованиях представляет Гомельскую область. Заслуженный мастер спорта Республики Беларусь.

## Биография
Надежда Попок родилась 12 июня 1989 года в агрогородке Птичь Петриковского района Гомельской области. Активно заниматься греблей начала в раннем детстве в специализированной детско-юношеской школе олимпийского резерва в Мозыре, проходила подготовку под руководством тренера Михаила Аземши, позже тренировалась у Виталия Гуда. Первого серьёзного успеха добилась в 2010 году, когда впервые вошла в основной состав национальной сборной Белоруссии и дебютировала на Кубке мира. Год спустя выиграла бронзовую медаль на чемпионате мира в венгерском Сегеде и завоевала золото на чемпионате Европы в Белграде (обе медали с четырёхместной байдаркой на дистанции 500 метров).
В 2012 году в той же дисциплине Попок получила серебряную награду на первенстве Европы в хорватском Загребе и благодаря череде удачных выступлений удостоилась права защищать честь страны на летних Олимпийских играх 2012 года в Лондоне. Участвовала в заплывах на 500 метров четырёхместных байдарок, в составе экипажа, куда также вошли Марина Полторан, Ирина Помелова и Ольга Худенко, добралась до финальной стадии и завоевала бронзу. По итогам сезона удостоена почётного звания «Заслуженный мастер спорта Республики Беларусь».
После Олимпиады спортсменка осталась в основном составе белорусской национальной команды и продолжила принимать участие в крупнейших международных соревнованиях. Так, в 2013 году она побывала на чемпионате мира в немецком Дуйсбурге, где с четвёркой стала бронзовой призёршей в полукилометровой гонке, а затем повторила это достижение на европейском первенстве в португальском Монтемор-у-Велью. Помимо этого, триумфально выступила на летней Универсиаде в Казани, привезла оттуда две золотые медали, выигранные с четвёркой на дистанциях 200 и 500 метров.
Ныне живёт и тренируется в городе Мозырь. Имеет высшее образование, в 2013 году окончила Мозырский государственный педагогический университет имени И. П. Шамякина, где обучалась на факультете физической культуры. С 2013 года замужем за белорусским байдарочником Александром Лепешко.

## Награды и звания
- Заслуженный мастер спорта Республики Беларусь.
- Почетный гражданин города Мозыря (2022) [4].